# Sandboard

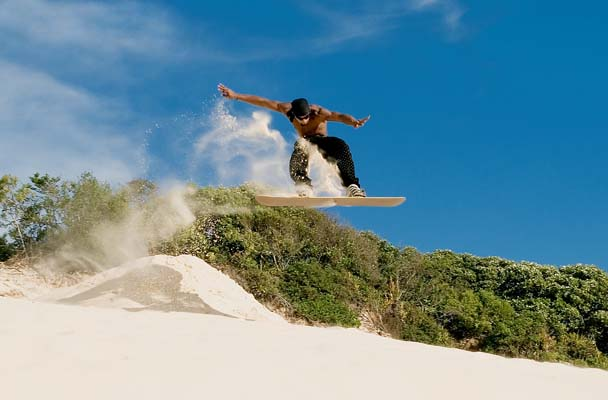
Un deslizante en unas dunas de Fortaleza, Brasil.

El sandboarding es un deporte que consiste en el descenso de dunas o cerros de arena, con tablas especiales parecidas a las del Snowboarding.
Pertenece a la categoría de deportes extremos por el aumento de adrenalina que experimentan quienes lo practican.
Tiene las mismas líneas de acción que el snowboarding, es decir uno mismo puede definir el estilo que quiere desarrollar. Se practica principalmente en dunas. Entiéndase por duna cerros de arena desde la base hasta la cima; aunque también se puede hacer en cerros cubiertos de arena, incluso en aquellos cubiertos por arena y tierra.
Los inicios del Sandboarding son diversos, desde Brasil más precisamente en la isla de Santa Catarina (Florianópolis) por los surfistas que no podían practicar su deporte en los días que no había olas hasta en las dunas de Europa cuando el esquí y snowboarding comenzaron a tomar su apogeo de desarrollo y cuando se acaban las temporadas de invierno, los amantes del deporte en nieve buscaban cualquier hábitat con pendiente y lo más parecido al deslizamiento en la nieve. Hoy en día ha tomado muchos adeptos en todo el mundo. En España, el sandboarding se practica en algunas dunas de playas de Andalucía y en las Islas Canarias.

Uno de los principales atractivos de este deporte es la apreciación de la naturaleza y los paisajes que esta nos regala. Cada lugar tiene una historia y una belleza particular. El estilo de vida de un sandboarder lo lleva a conocer lugares increíbles muchas veces casi vírgenes del hombre y la contaminación. Este estilo de vida muchas veces puede ser un tanto solitario y de reflexión. Un tiempo para pensar y ver el mundo de otra manera. La búsqueda de una duna mágica, la mejor duna de sus vidas quizás sea la próxima, seguramente lo será. Te invita a que puedas sentir esto. Con una tabla de sandboard poder recorrer lugares y conocer gente que nunca antes habías imaginado. Costumbres, valores, sin duda el sandboard también ofrece un medio para encontrarse con otro mundo y por sobre todas las cosas encontrarse con uno mismo.

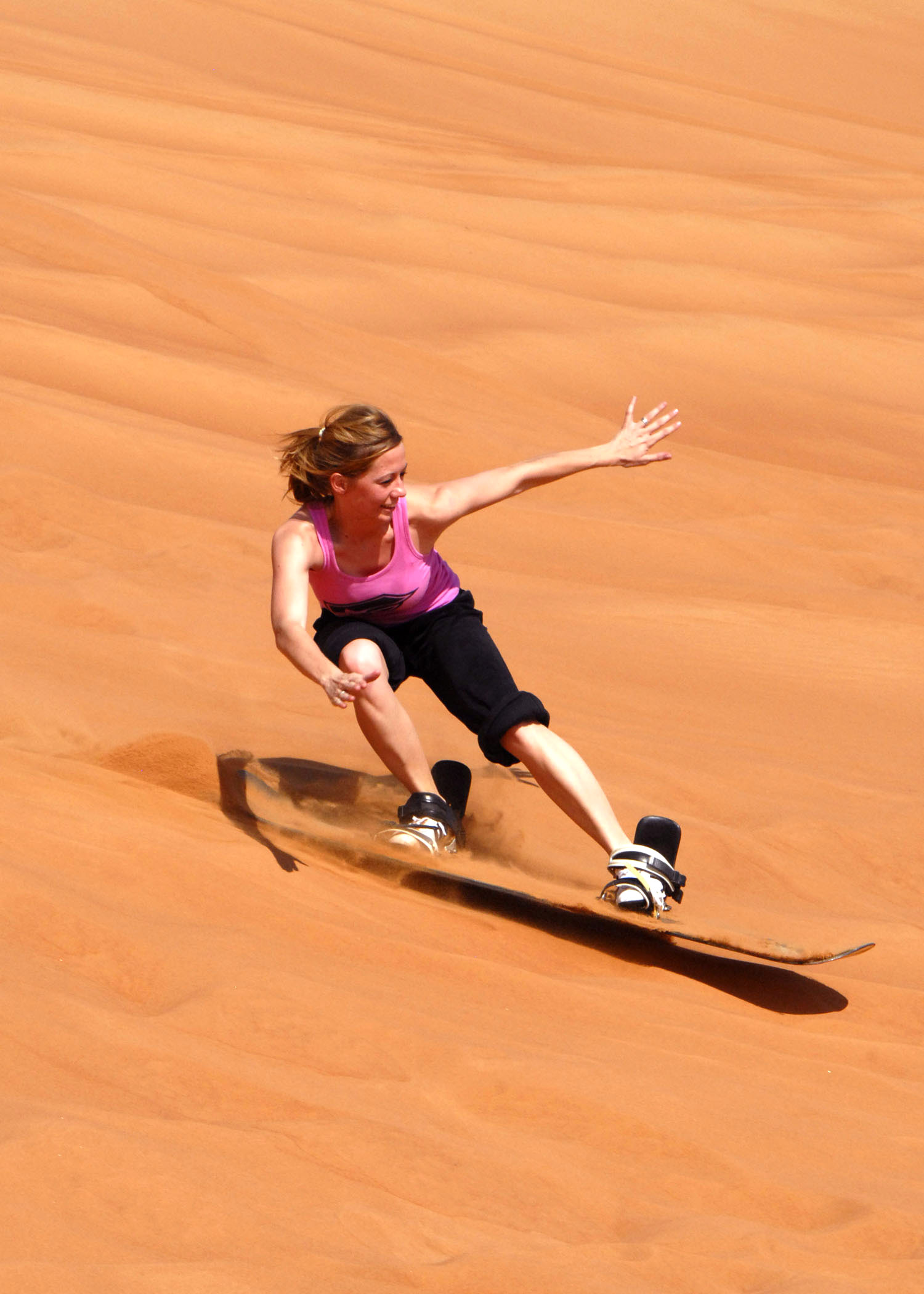
Una deslizante practicando en Dubái.

Estos son los 10 mejores lugares del mundo para practicar sandboard:
- Duna Grande, Perú (es la duna más alta del mundo, 920 m desde su base)

- Swakopmund, Namibia

- Cerro Negro (volcán), Nicaragua (726 m desde base)

- Cerro Dragón, Chile (Duna urbana más grande del mundo, 220 m desde su base)

- Ciudad del Cabo, Sudáfrica

- Desierto Victoriano, Australia

- Valizas, Uruguay

- Florianópolis, Brasil

- San Luis Rio Colorado, Sonora y Mexicali, Baja California, México .

- Médanos de Coro, Venezuela

- Cerro Huancar - Jujuy, Argentina

Perú es bien conocido por tener las más grandes dunas de arena del mundo en Ica, algunas llegando a medir hasta dos km de altura.

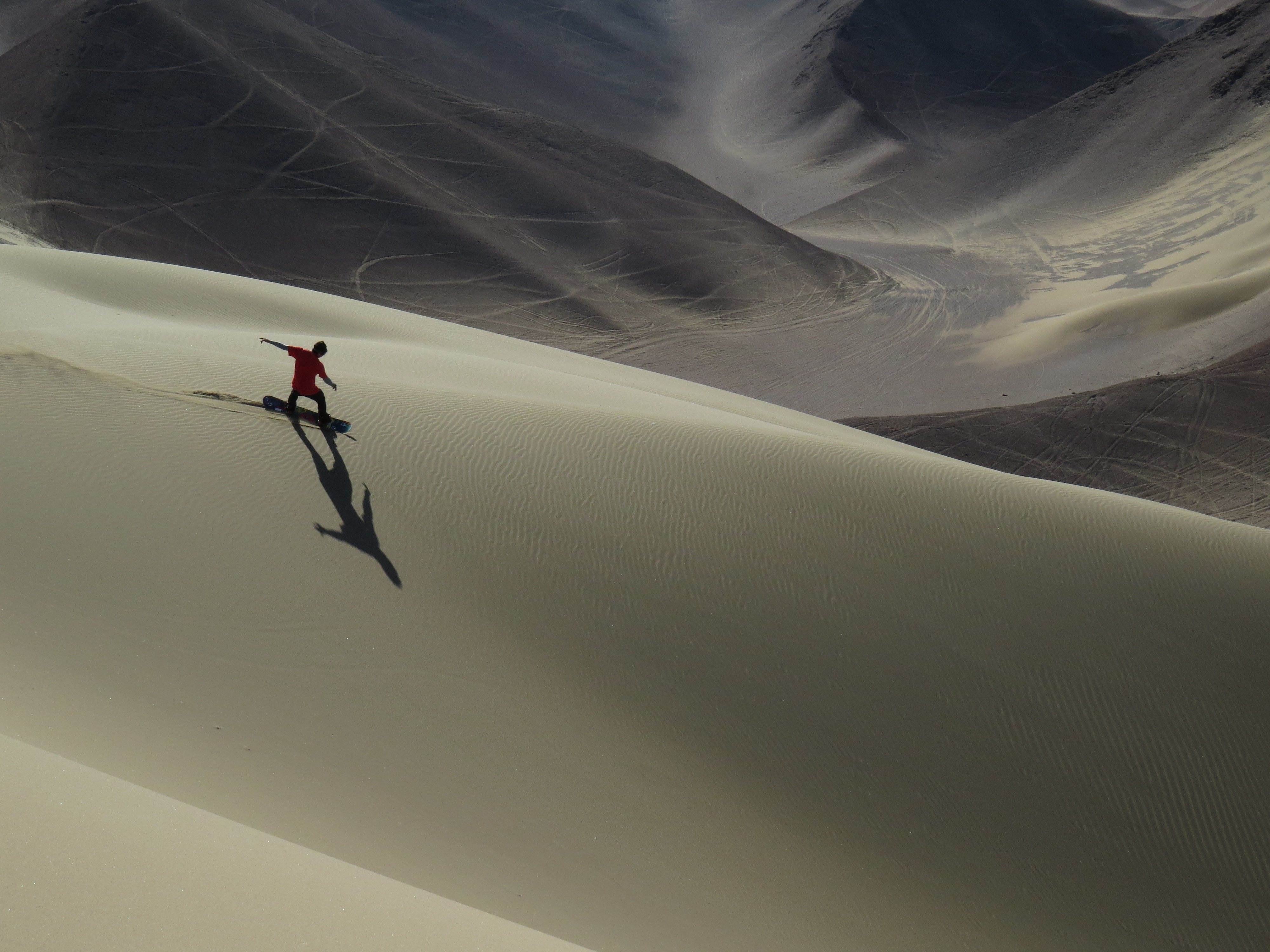
Sandboard en Chile.

## Sandboarding en Perú
En el Perú existen dunas en toda su costa y los lugares más conocidos para su práctica es el Oasis Huacachina en Ica, luego están las dunas más grandes del mundo que se encuentran en el distrito de Vista Alegra - Nazca y Acarí - Arequipa.
La práctica del sandboard en Ica nació entre los años 1988 y 1990, en esa época era muy poco conocido y promocionado. El promotor de este deporte de aventura, fue Matías Grados Mora, un agricultor de profesión y un fanático del sandboard. Con su propia inversión realizó los primeros campeonatos en La Huacachina, donde invitó a participar a muchos extranjeros.
Cerro Blanco ubicado en Nazca es considerada la duna más alta del mundo sobre el nivel del mar con su base de 1300 m s. n. m. y su cima de 2090 m s. n. m., con un desnivel de 790 m de duna. Luego tenemos la Duna Toro Mata en el distrito de Acarí, que es considerada la duna con el descenso de arena más largo del mundo, con su base de 172 m s. n. m. y su cima de 1200 m s. n. m. donde se inicia el descenso (ya que su cima izquierda tope es de 1300 m s. n. m.) con un desnivel de 1028 metros. Luego existe la Duna Cerro Marcha conocida por los sandboarder o Duna Grande conocida por los amantes del off road 4x4, la cual tiene un desnivel de 900 m aproximadamente.

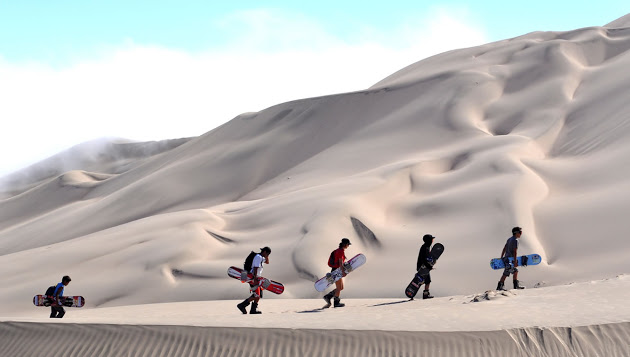
Sandboarders subiendo la Duna Toro Mata en Acarí-Arequipa (Perú)

Las principales ciudades donde se viene practicando el sandboarding en Perú son: Trujillo, Chimbote, Casma, Lima, Ica, Paracas, Nazca y Arequipa.

## Sandboarding en Chile
En Chile hay excelentes lugares a lo largo de casi todo el país, siendo las dunas más conocidas las de Cerro Dragón, en Iquique, Cerro Medanoso, cerro Imán y el Valle de la Muerte, en la Región de Atacama, las dunas de Concón en Valparaíso y por último la duna de Roca Roja en la ciudad de Antofagasta, Dunas de Yani, arauco, octava región.
"Cerro Medanoso" es la duna de mayor altitud en Chile y junto al mar de dunas; y, del Cerro Imán formando parte de la ruta del Dakar Argentina-Chile[cita requerida]. Se destaca el Cerro Medanoso que a pesar de ubicarse en pleno desierto de Atacama, por su altitud en ocasiones nieva en invierno.